# Чайный сэндвич
Чайный сэндвич (англ. tea sandwich, также finger sandwich — «пальчиковый сэндвич») — небольшой сэндвич для Файф-о-клок в британской традиции, призванный утолить голод до основного приёма пищи. Стал популярным со второй половины XIX века. Сэндвич должен быть компактным, чтобы его можно было съесть за два-три укуса.
Сэндвич с чаем может иметь разные формы: длинный узкий бутерброд, треугольный или небольшой бисквит. Ему также можно придать другие декоративные формы с помощью формочки для печенья.
Хлеб традиционно белый, тонко нарезанный, смазанный сливочным маслом. Хлебная корка начисто срезается с бутерброда после его приготовления, перед подачей на стол. Современные варианты сэндвича позволяют использовать для него пшеничный хлеб, пумперникель, хлеб на закваске или ржаной хлеб. Хлеб, используемый для приготовления пальчиковых сэндвичей, иногда позиционируется как хлеб для сэндвичей.
Начинки лёгкие, «деликатесные», в зависимости от количества хлеба. Ингредиенты паст — масло, сливочный сыр или смеси на основе майонеза, в бутерброды часто кладут овощи: редис, оливки, огурцы, спаржа или кресс-салат. Сэндвич с огурцом считается типичным чайным сэндвичем. Другие популярные начинки для чайных сэндвичей: помидоры, сыр пименто, ветчина с горчицей, копчёный лосось, фруктовое варенье, курица карри, рыбная паста и яичный салат.